# Жовтневий
Жовтне́вий — колишній населений пункт, хутір Чернігівського району Запорізької області. 

## Географія
Хутір знаходився на правому березі р. Бегим Чокрак та за 0.5 км на схід від с. Бегим Чокрак.

## Назва
Назву хутір отримав політичну на честь жовтневого перевороту 1917 року.

## Історія
Заснований переселенцями з Низян у 1924 році. Селяни, отримавши землю жили одноосібно, хутір був бідний, хати були глиняні, вкриті очеретом. Селяни встигли насадити фруктових дерев та акацій. Всього переселилося близько 70 родин. У січні 1930 року на хуторі було створено сільгоспартіль «Нова Україна». Більшість селян вступила до комуни. 
Втрати від голоду 1932-1933 та розкуркулення були значними як на хуторі так і в Низянах. У Низянах в цей час стояло багато порожніх хат і бракувало робочих рук, тому в 1934 році хутір було закрито, а селяни знову переселилися на Низяни.  